# Término de corrección de Madhava
El término de corrección de Madhava es una expresión matemática atribuida a Madhava de Sangamagrama (c. 1340 – c. 1425), el fundador de la escuela de astronomía y matemáticas de Kerala, que se utiliza para dar una mejor aproximación al valor de la constante matemática π (pi) en comparación a los resultados parciales obtenidos al truncar la serie infinita de Madhava-Leibniz para π.
La serie infinita de Madhava-Leibniz para π es:
{\displaystyle {\frac {\pi }{4}}=1-{\frac {1}{3}}+{\frac {1}{5}}-{\frac {1}{7}}+\cdots }
Tomando la suma parcial de los primeros {\displaystyle n} términos, tenemos la siguiente aproximación a π:  
{\displaystyle {\frac {\pi }{4}}\approx 1-{\frac {1}{3}}+{\frac {1}{5}}-{\frac {1}{7}}+\cdots +(-1)^{n-1}{\frac {1}{2n-1}}}
Representando el término de corrección de Madhava por {\displaystyle F(n)}, tenemos la siguiente mejoría en la aproximación a π:
{\displaystyle {\frac {\pi }{4}}\approx 1-{\frac {1}{3}}+{\frac {1}{5}}-{\frac {1}{7}}+\cdots +(-1)^{n-1}{\frac {1}{2n-1}}+(-1)^{n}F(n)}
A Madhava se han atribuido tres expresiones diferentes como posibles valores de {\displaystyle F(n)}, las cuales son:
{\displaystyle F_{1}(n)={\frac {1}{4n}}}
{\displaystyle F_{2}(n)={\frac {n}{4n^{2}+1}}}
{\displaystyle F_{3}(n)={\frac {n^{2}+1}{4n^{3}+5n}}}
En los escritos existentes de los matemáticos de la escuela de Kerala hay algunas indicaciones sobre cómo se han obtenido los términos de corrección {\displaystyle F_{1}(n)} y {\displaystyle F_{2}(n)}, pero no hay indicaciones sobre cómo se ha obtenido la expresión {\displaystyle F_{3}(n)}. Esto ha dado lugar a una gran cantidad de trabajo de especulación sobre cómo se podrían haber derivado las fórmulas.

## Términos de corrección tal como aparecen en los textos de Kerala
Las expresiones para {\displaystyle F_{2}(n)} y {\displaystyle F_{3}(n)} se dan explícitamente en el Yuktibhasha, un importante tratado sobre matemáticas y astronomía escrito por el astrónomo indio Jyesthadeva de la escuela de matemáticas de Kerala alrededor de 1530, pero que para {\displaystyle F_{1}(n)} aparece allí solamente como un paso en la demostración que conduce a la derivación de {\displaystyle F_{2}(n)}.
El comentario Yuktidipika–Laghuvivrthi de Tantrasangraha, un tratado escrito por Nilakantha Somayaji, un astrónomo y matemático perteneciente a la escuela de astronomía y matemáticas de Kerala y completado en 1501, presenta el segundo término de corrección {\displaystyle F_{2}(n)} en los siguientes versos (Capítulo 2: Versos 271–274): 

Traducción al español de los versos: 
"Al diámetro multiplicado por 4 se le suman y restan alternativamente en orden el diámetro multiplicado por 4 y dividido separadamente por los números impares 1, 3, 5, etc. Aquel número impar en el que termine este proceso, cuatro veces el diámetro debe multiplicarse por el siguiente número par, dividirse por la mitad y [luego] dividirse por uno añadido a ese número [par] elevado al cuadrado. El resultado se sumará o restará según se haya restado o sumado el último término. Así se obtiene la circunferencia con más exactitud de la que se obtendría siguiendo ese proceso".
En notación moderna esto se expresa de la siguiente manera (donde {\displaystyle d} es el diámetro del círculo):
Circunferencia {\displaystyle =4d-{\frac {4d}{3}}+{\frac {4d}{5}}-\cdots \pm {\frac {4d}{p}}\mp {\frac {4d\left(p+1\right)/2}{1+(p+1)^{2}}}}
Si establecemos {\displaystyle p=2n-1}, el último término en el lado derecho de la ecuación anterior se reduce a {\displaystyle 4dF_{2}(n)} .
El tercer término de corrección {\displaystyle F_{3}(n)} en los siguientes versículos (Capítulo 2: Versículos 295–296):

Traducción al español de los versos: 
"Un método más sutil, con otra corrección. [Conservar] el primer procedimiento que consiste en dividir cuatro veces el diámetro por los números impares 1, 3, 5, etc. [Pero] luego sumarlo o restarlo [cuatro veces el diámetro] multiplicado por uno sumado al siguiente número par reducido a la mitad y al cuadrado, y dividido por uno sumado a cuatro veces el multiplicador precedente [con éste] multiplicado por el número par reducido a la mitad".
En notación moderna, esto se puede expresar de la siguiente manera:
{\displaystyle {\text{Circunferencia}}=4d-{\frac {4d}{3}}+{\frac {4d}{5}}-\cdots \pm {\frac {4d}{p}}\mp {\frac {4dm}{\left(1+4m\right)(p+1)/2}},}
donde el "multiplicador" {\textstyle m=1+\left((p+1)/2\right)^{2}.} Si ponemos {\displaystyle p=2n-1}, el último término en el lado derecho de la ecuación anterior, se reduce a {\displaystyle 4dF_{3}(n)} .

## Nuevas series de π usando los términos de corrección de Madhava
Sankara Variar (un estudiante de Jyesthadeva en la escuela de Kerala, y a quien se le describe como un "brahmán de la casa Parakroda") en su obra "Tantrasangraha-vyākhyā ó también llamada Yuktidipika-Lauhgvrtvi (~1534 d. C)" menciona y utiliza las primeras tres aproximaciones racionales parciales del término de corrección de Madhava {\displaystyle F_{1}(n);F_{2}(n);F_{3}(n)} para transformar la serie original de Madhava-Leibniz, en nuevas series que logren converger más rápidamente a π. Las nuevas series son las siguientes:
- Serie para {\displaystyle F_{1}(n)} = {\displaystyle {\frac {1}{4n}}} .

El verso del Yuktidipika-Laghuvivrtti que afirma el siguiente resultado, es este: ([22], capítulo II, versículo 290)

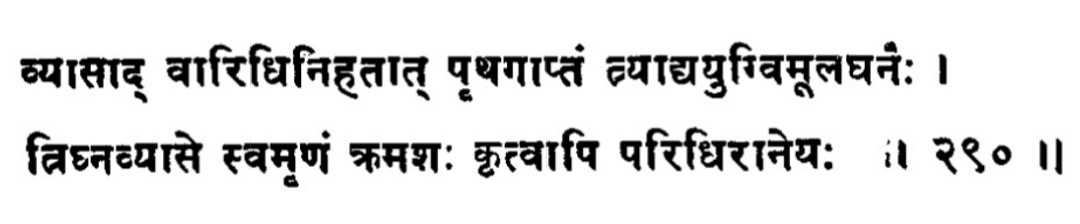

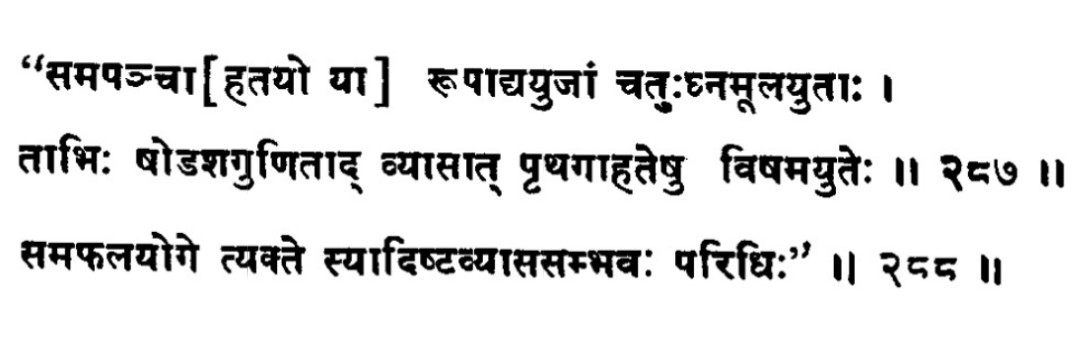

Traducción al español:
"4 veces el diámetro se divide por los cubos de los números impares, comenzando por 3 y disminuidos por estos mismos números, para así obtener los cocientes separados.
Al triple del diámetro, se suman y restan alternativamente [los cocientes], para obtener así la circunferencia".
En notación moderna, esto se puede expresar de la siguiente forma (dónde "d" es el diámetro del círculo):
{\displaystyle \pi d=circunferencia=3d+{\frac {4d}{3^{3}-3}}+{\frac {4d}{5^{3}-5}}-{\frac {4d}{7^{3}-7}}+\cdots =}
{\displaystyle =3d+4d\sum _{n=2}^{\infty }[{\frac {(-1)^{n}}{(2n-1)^{3}-(2n-1)}}]}
- Serie para {\displaystyle F_{2}(n)} = {\displaystyle {\frac {1}{4n+{\frac {1}{n}}}}} = {\displaystyle {\frac {n}{4n^{2}+1}}} .

El verso del Yuktidipika-Laghuvivrtti que afirma el siguiente resultado, es este: ([22], capítulo II, versículo 287-188)

Traducción al español:
"Las potencias quintas de los números impares [1, 3, 5, etc] se multiplican por cuatro; 16 veces el diámetro se divide sucesivamente por todos los números así obtenidos; los resultados [de la división] de rango impar se suman y los de rango par se restan. Obteniendo así la circunferencia correspondiente al diámetro".
En notación moderna, esto se puede expresar de la siguiente manera (dónde "d" es el diámetro del círculo):
{\displaystyle \pi d=circunferencia={\frac {16d}{1^{5}+4\cdot 1}}-{\frac {16d}{3^{5}+4\cdot 3}}+{\frac {16d}{5^{5}+4\cdot 5}}-{\frac {16d}{7^{5}+4\cdot 7}}+\cdots =}
{\displaystyle =16d\sum _{n=1}^{\infty }[{\frac {(-1)^{n+1}}{(2n-1)^{5}+4\cdot (2n-1)}}]}
- El término de corrección completo que llegó a descubrir Madhava para su serie:

{\displaystyle F_{3}(n)} = {\displaystyle {\frac {1}{4n+{\frac {1}{n+{\frac {1}{n}}}}}}} = {\displaystyle {\frac {n^{2}+1}{4n^{3}+5n}}} .
No se desarrolla o siquiera discute en alguno de los textos de Kerala con el fin de utilizarlo para transformar la serie original de Madhava, y obtener así una nueva y mejor serie. En cambio, el propio Madhava limitaría su uso a simplemente añadirlo al final de la serie original suya tras haber calculado la suma parcial hasta {\displaystyle n=75} para así obtener la mejor aproximación de π en su época (Siglo XV):
{\displaystyle 4\cdot [1-{\frac {1}{3}}+{\frac {1}{5}}-\cdots +{\frac {1}{2\cdot (75)-1}}-F_{3}(75)]=3.14159265358975...}
De esta forma, Madhava aproxima correctamente hasta trece decimales de π.
Poco después, el matemático persa Jamshid-al-Kashi, que también vivió en el Siglo XV, obtendría una aproximación semejante mediante un método diferente.

## Precisión de los términos de corrección
Deja:
{\displaystyle {\begin{aligned}&{\begin{aligned}{\frac {1}{p^{3}-p}}-{\frac {1}{(p+2)^{3}-(p+2)}}&<\left|{\frac {\pi }{4}}-s_{1}(n)\right|<{\frac {1}{p^{3}-p}},\\[10mu]{\frac {4}{p^{5}+4p}}-{\frac {4}{(p+2)^{5}+4(p+2)}}&<\left|{\frac {\pi }{4}}-s_{2}(n)\right|<{\frac {4}{p^{5}+4p}},\end{aligned}}\\[20mu]&{\begin{aligned}&{\frac {36}{p^{7}+7p^{5}+28p^{3}-36p}}-{\frac {36}{(p+2)^{7}+7(p+2)^{5}+28(p+2)^{3}-36(p+2)}}\cdots \\[10mu]&{\phantom {{\frac {4}{p^{5}+4p}}-{\frac {4}{(p+2)^{5}+4(p+2)}}}}<\left|{\frac {\pi }{4}}-s_{3}(n)\right|<{\frac {36}{p^{7}+7p^{5}+28p^{3}-36p}}.\end{aligned}}\end{aligned}}}
Luego, escribiendo {\displaystyle p=2n+1}, los errores {\displaystyle \left|{\frac {\pi }{4}}-s_{i}(n)\right|} tienen los siguientes límites: 
{\displaystyle E(n)=\pi -4\left(1-{\frac {1}{3}}+{\frac {1}{5}}-{\frac {1}{7}}+\cdots +(-1)^{n-1}{\frac {1}{2n-1}}\right)}
{\displaystyle E_{i}(n)=E(n)-4\times (-1)^{n}F_{i}(n)}

### Valores numéricos de los errores en el cálculo de π
Los errores al utilizar estas aproximaciones para calcular el valor de π son:
{\displaystyle {\frac {\pi }{4}}=1-{\frac {1}{3}}+{\frac {1}{5}}-\cdots \pm {\frac {1}{n}}\mp f(n+1)}
La siguiente tabla muestra los valores de estos errores para algunos valores seleccionados de {\displaystyle n}.
| {\displaystyle n} | {\displaystyle E(n)}                | {\displaystyle E_{1}(n)}           | {\displaystyle E_{2}(n)}             | {\displaystyle E_{3}(n)}                 |
| ----------------- | ----------------------------------- | ---------------------------------- | ------------------------------------ | ---------------------------------------- |
| 11                | {\displaystyle -9.07\times 10^{-2}} | {\displaystyle 1.86\times 10^{-4}} | {\displaystyle -1.51\times 10^{-6}}  | {\displaystyle 2.69\times 10^{-8}}       |
| 21                | {\displaystyle -4.76\times 10^{-2}} | {\displaystyle 2.69\times 10^{-5}} | {\displaystyle -6.07\times 10^{-8}}  | {\displaystyle 3.06\times 10^{-10}}      |
| 51                | {\displaystyle -1.96\times 10^{-2}} | {\displaystyle 1.88\times 10^{-6}} | {\displaystyle -7.24\times 10^{-10}} | {\displaystyle 6.24\times 10^{-13}}      |
| 101               | {\displaystyle -9.90\times 10^{-3}} | {\displaystyle 2.43\times 10^{-7}} | {\displaystyle -2.38\times 10^{-11}} | {\displaystyle 5.33\times 10^{-15}}      |
| 151               | {\displaystyle -6.62\times 10^{-3}} | {\displaystyle 7.26\times 10^{-8}} | {\displaystyle -3.18\times 10^{-12}} | {\displaystyle \approx 1\times 10^{-16}} |

## Expresiones de fracciones continuas para los términos de corrección
Se ha observado que los términos de corrección {\displaystyle F_{1}(n),F_{2}(n),F_{3}(n)} son los tres primeros convergentes de las siguientes expresiones de fracciones continuas : 
- {\displaystyle {\cfrac {1}{4n+{\cfrac {1}{n+{\cfrac {1}{n+\cdots }}}}}}}

- {\displaystyle {\cfrac {1}{4n+{\cfrac {1^{2}}{n+{\cfrac {2^{2}}{4n+{\cfrac {3^{2}}{n+{\cfrac {\cdots }{\cdots +{\cfrac {r^{2}}{n[4-3(r{\bmod {2}})]+\cdots }}}}}}}}}}}}={\cfrac {1}{4n+{\cfrac {2^{2}}{4n+{\cfrac {4^{2}}{4n+{\cfrac {6^{2}}{4n+{\cfrac {8^{2}}{4n+\cdots }}}}}}}}}}}

La función {\displaystyle f(n)} que hace que la ecuación
{\displaystyle {\frac {\pi }{4}}=1-{\frac {1}{3}}+{\frac {1}{5}}-\cdots \pm {\frac {1}{n}}\mp f(n+1)}
Sea exacta, se pueda expresar de la siguiente forma:
{\displaystyle f(n)={\frac {1}{2}}\times {\cfrac {1}{n+{\cfrac {1^{2}}{n+{\cfrac {2^{2}}{n+{\cfrac {3^{2}}{n+\cdots }}}}}}}}}
Las tres primeras expresiones convergentes de esta fracción continua infinita, son precisamente los términos de corrección de Madhava. Además, esta función {\displaystyle f(n)} posee la siguiente propiedad:
{\displaystyle f(2n)={\cfrac {1}{4n+{\cfrac {2^{2}}{4n+{\cfrac {4^{2}}{4n+{\cfrac {6^{2}}{4n+{\cfrac {8^{2}}{4n+\cdots }}}}}}}}}}}

## Derivación especulativa de Hayashiet al.
En un artículo publicado en 1990, un grupo de tres investigadores japoneses propusieron un método ingenioso mediante el cual Madhava podría haber obtenido los tres términos de corrección. Su propuesta se basaba en dos supuestos: Madhava utilizó {\displaystyle 355/113} como el valor de π y utilizó el algoritmo euclidiano para la división.
Escribiendo
{\displaystyle S(n)=\left|1-{\frac {1}{3}}+{\frac {1}{5}}-{\frac {1}{7}}+\cdots +{\frac {(-1)^{n-1}}{2n-1}}-{\frac {\pi }{4}}\right|}
y tomando {\displaystyle \pi =355/113,} Calcular los valores {\displaystyle S(n),} expresarlos como una fracción de numerador 1 y finalmente ignorar las partes fraccionarias en el denominador para obtener aproximaciones:
{\displaystyle {\begin{alignedat}{3}S(1)&=\ \ \,{\frac {97}{452}}&&=\ \ \ {\frac {1}{4+{\frac {64}{97}}}}&&\approx {\frac {1}{4}},\\[6mu]S(2)&=\ \ {\frac {161}{1356}}&&=\ \ \,{\frac {1}{8+{\frac {68}{161}}}}&&\approx {\frac {1}{8}},\\[6mu]S(3)&=\ \ {\frac {551}{6780}}&&=\ \,{\frac {1}{12+{\frac {168}{551}}}}&&\approx {\frac {1}{12}},\\[6mu]S(4)&=\ {\frac {2923}{47460}}&&=\ {\frac {1}{16+{\frac {692}{2923}}}}&&\approx {\frac {1}{16}},\\[6mu]S(5)&={\frac {21153}{427140}}&&={\frac {1}{20+{\frac {4080}{21153}}}}&&\approx {\frac {1}{20}}.\end{alignedat}}}
Esto sugiere la siguiente primera aproximación a {\displaystyle S(n)} que es el término de corrección {\displaystyle F_{1}(n)} del que hablamos antes.
{\displaystyle S(n)\approx {\frac {1}{4n}}}
Las fracciones que se ignoraron se pueden expresar entonces con 1 como numerador, ignorando las partes fraccionarias de los denominadores para obtener la siguiente aproximación. Dos de estos pasos son:
{\displaystyle {\begin{alignedat}{5}{\frac {64}{97}}&=\ \,{\frac {1}{1+{\frac {33}{64}}}}&&\approx {\frac {1}{1}},&{\frac {33}{64}}&=\,{\frac {1}{1+{\frac {31}{33}}}}&&\approx {\frac {1}{1}},\\[6mu]{\frac {68}{161}}&=\ \,{\frac {1}{2+{\frac {25}{68}}}}&&\approx {\frac {1}{2}},&{\frac {25}{68}}&=\,{\frac {1}{2+{\frac {18}{25}}}}&&\approx {\frac {1}{2}},\\[6mu]{\frac {168}{551}}&=\ {\frac {1}{3+{\frac {47}{168}}}}&&\approx {\frac {1}{3}},&{\frac {47}{168}}&=\,{\frac {1}{3+{\frac {27}{47}}}}&&\approx {\frac {1}{3}},\\[6mu]{\frac {692}{2923}}&={\frac {1}{4+{\frac {155}{692}}}}&&\approx {\frac {1}{4}},&{\frac {155}{692}}&={\frac {1}{4+{\frac {72}{155}}}}&&\approx {\frac {1}{4}},\\[6mu]{\frac {4080}{21153}}&={\frac {1}{5+{\frac {753}{4080}}}}&&\approx {\frac {1}{5}},&\quad {\frac {753}{4080}}&={\frac {1}{5+{\frac {315}{753}}}}&&\approx {\frac {1}{5}}.\end{alignedat}}}
Esto produce las siguientes dos aproximaciones a {\displaystyle S(n),} exactamente los mismos que los términos de corrección {\displaystyle F_{2}(n),}
{\displaystyle S(n)\approx {\frac {1}{4n+{\dfrac {1}{n}}}}={\frac {n}{4n^{2}+1}},}
y {\displaystyle F_{3}(n),}
{\displaystyle S(n)\approx {\dfrac {1}{4n+{\dfrac {1}{n+{\dfrac {1}{n}}}}}}={\frac {n^{2}+1}{n(4n^{2}+5)}},}
atribuido a Madhava.